# Altinum
Altinum (łac. Diocesis Altinensis) – stolica historycznej diecezji we Cesarstwie rzymskim w prowincji Veneto, współcześnie w północno-wschodnich Włoszech. Powstała w IV w. (jej pierwszym biskupem był św. Heliodorus z Altino), zlikwidowana w VII w. Obecnie katolickie biskupstwo tytularne.

## Biskupi tytularni
| Lp. | Biskup                   | Funkcja                                           | Od               | Do              |
| --- | ------------------------ | ------------------------------------------------- | ---------------- | --------------- |
| 1   | Joseph Patrick Dougherty | biskup pomocniczy Los Angeles (Stany Zjednoczone) | 5 lutego 1969    | 10 lipca 1970   |
| 2   | Libero Tresoldi          | biskup pomocniczy Mediolanu (Włochy)              | 28 września 1970 | 10 grudnia 1981 |
| 3   | Eugene James Cuskelly    | biskup pomocniczy Brisbane (Australia)            | 17 maja 1982     | 21 marca 1999   |
| 4   | Pius Mlungisi Dlungwana  | biskup pomocniczy Mariannhill (RPA)               | 2 czerwca 2000   | 3 czerwca 2006  |
| 5   | James Green              | nuncjusz apostolski                               | 17 czerwca 2006  |                 |